# Zandzsán tartomány

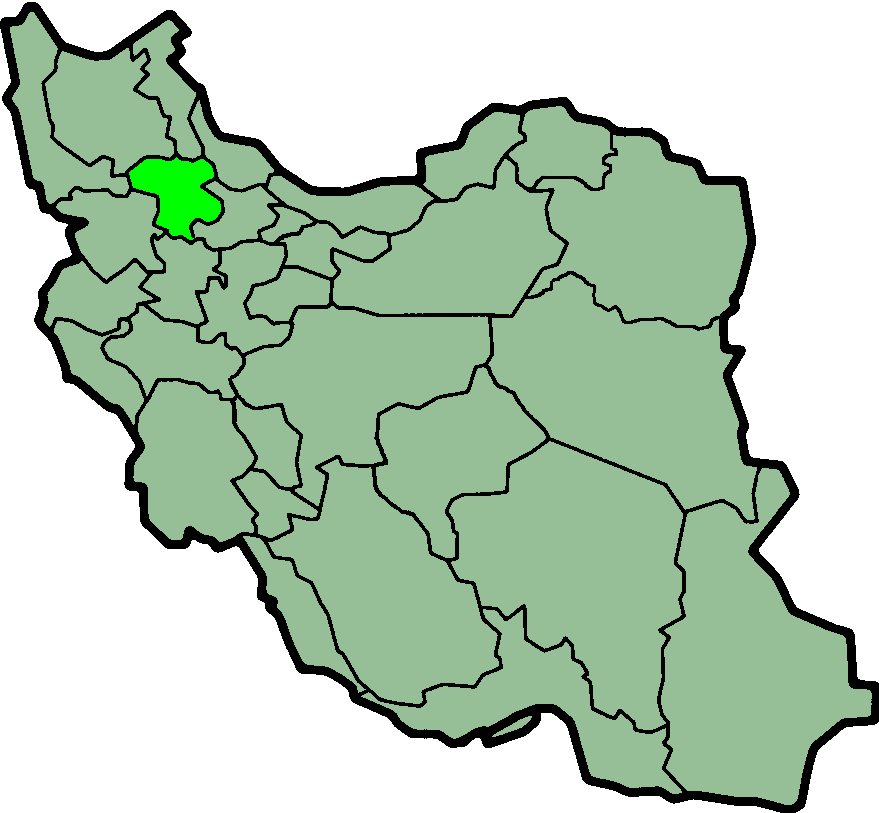
Zandzsán tartomány elhelyezkedése Iránban

Zandzsán tartomány (perzsául استان زنجان [Ostân-e Zanǧân]) Irán 31 tartományának egyike az ország északnyugati részén. Északon Kelet-Azerbajdzsán és Ardabil, északkeleten Gilán, keleten Kazvin, délen Hamadán, nyugaton Kurdisztán, északnyugaton pedig Nyugat-Azerbajdzsán tartomány határolja. Székhelye Zandzsán városa. Területe 21 773 km², lakossága 942 818 fő.

## Közigazgatási beosztás
Zandzsán tartomány 2021 novemberi állás szerint 8 megyére (sahrasztán) oszlik. Ezek: Abhar, Hodábande, Horramdare, Idzsrud, Máhnesán, Szoltánije, Tárom, Zandzsán.

## Fordítás
- Ez a szócikk részben vagy egészben  a(z)   استان‌های ایران című perzsa Wikipédia-szócikk ezen változatának fordításán alapul.  Az eredeti cikk szerkesztőit annak laptörténete sorolja fel. Ez a jelzés csupán a megfogalmazás eredetét és a szerzői jogokat jelzi, nem szolgál a cikkben szereplő információk forrásmegjelöléseként.